# こだマン!
こだマン!は、KBCラジオで放送している夜のラジオバラエティ番組である。
パーソナリティはこだま育則。

## 放送時間

### 現在の放送時間
- 月曜日：24:05～24:30(JST)

### 過去の放送時間
- 土曜日：22:30～23:00(JST)（2006年10月～2007年3月)
- 月曜日：18:00～21:25(JST)（2006年4月～2006年9月）

## 番組内容
- 番組内容は音楽が中心で、アーティストのコメント・インタビューの他、こだま育則の懐かしのテレビドラマ・アニメ主題歌特集や、思い入れのある曲特集等で構成されている。
- 「こだマン!」のタイトルとしての番組開始は2006年10月からだが、その半年前の4月からの野球シーズン中の月曜18:00～21:25にこだまメインで「こだわりマンデー こだマン!」として生放送のワイド番組が放送されていたのを、シーズンオフ後の編成で土曜の夜に引き継いだ形である。
- また2007年4月より放送時間帯が月曜24:05～24:30に変更された。